# Hans Enoksen
Hans Enoksen (né le 7 août 1956 à Itilleq) est un homme politique danois. Il est Premier ministre du Groenland de 2002 à 2009.

## Biographie
Locuteur de groenlandais uniquement, Enoksen est membre du Parlement groenlandais à partir de 1995 et est ministre des Chasses, Pêches et Établissements et chef du parti Siumut en 2001.
Il est élu Premier ministre le 14 décembre 2002 après les élections législatives où son parti a remporté un faible mais malgré tout suffisant résultat de 28 % des votes, 7 % de moins qu'aux élections précédentes en 1999.
À la suite de son élection, il s'allie au parti de gauche Inuit Ataqatigiit - les deux partis entament des discussions visant à changer l'accord entre le Danemark et les États-Unis au sujet de combien ils devraient recevoir en compensations pour la base aérienne de Thulé qui se trouve en dehors de la ville de Qaanaaq, dans le nord de l'île.
Lors des élections de 2009, son parti est battu par Inuit Ataqatigiit. À la suite de cette défaite, Hans Enoksen décide de se retirer de la vie politique et de retourner à Itilleq, son village natal. Son successeur au poste de Premier ministre est Kuupik Kleist.
En 2014, il fonde le Partii Naleraq, un parti centriste, pour briguer les élections de la même année. Le parti remporte trois sièges. Enoksen fait son retour au Parlement groenlandais.
Dans le gouvernement de Kim Kielsen, il est ministre de la Pêche et de la Chasse en octobre 2016, puis de l'Industrie, du Travail, du Commerce et de l'Énergie d'avril 2017 à mai 2018.
Réélu député lors des élections législatives de 2018 puis de nouveau en 2021, il est élu président du Parlement le 16 avril 2021.